# Ummidia modesta
Ummidia modesta är en spindelart som först beskrevs av Banks 1901.  Ummidia modesta ingår i släktet Ummidia och familjen Ctenizidae. Inga underarter finns listade i Catalogue of Life.